# Roland Salm

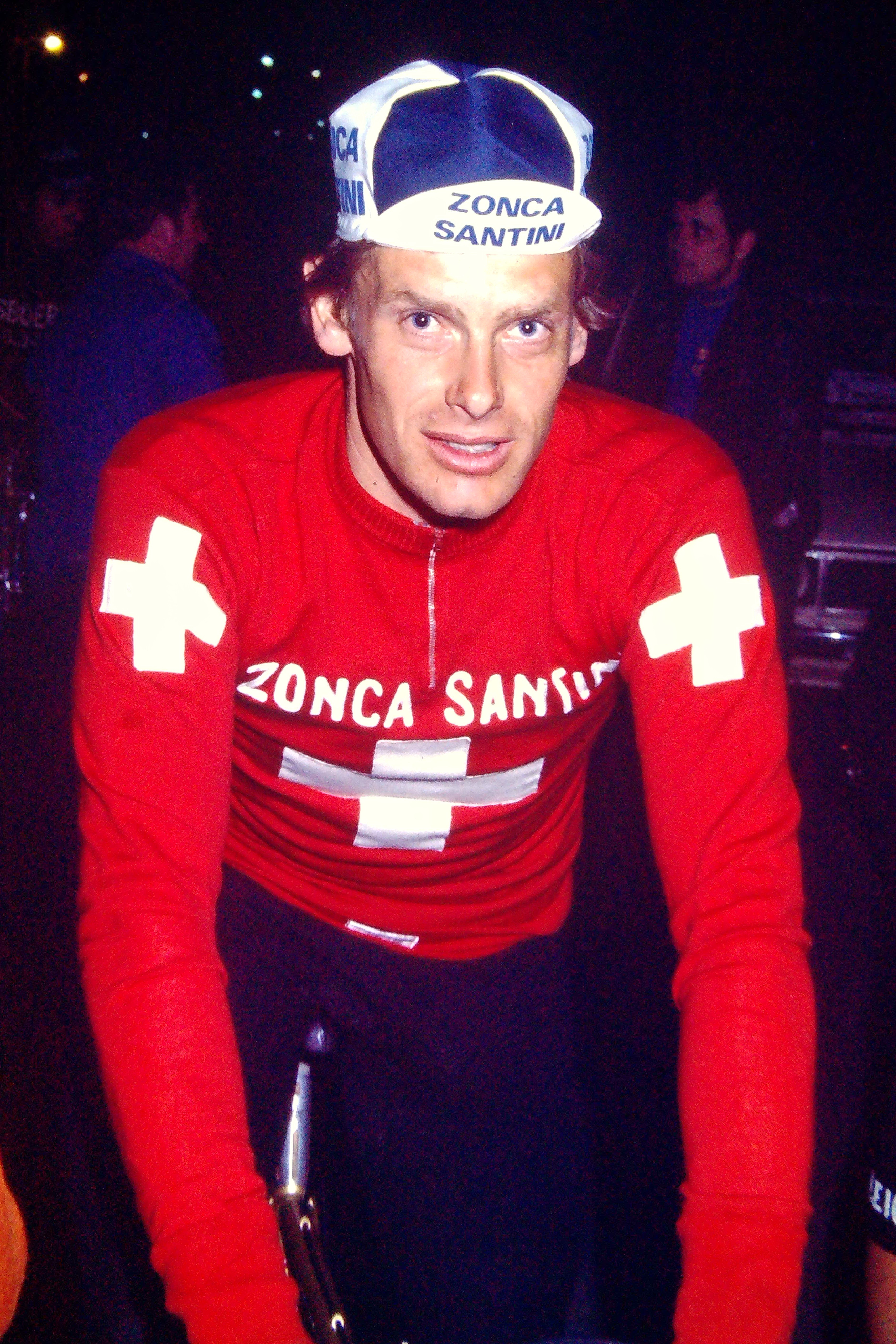
Roland Salm

Roland Salm (* 21. Februar 1951 in Riniken, Aargau) ist ein ehemaliger Schweizer Radsportler. Er war zwischen 1974 und 1981 als Profi aktiv.
1971 gewann Salm mit dem RB Brugg die nationale Meisterschaft im Mannschaftszeitfahren. 1973 siegte er in der Meisterschaft von Zürich für Amateure. Zwischen 1974 und 1977 gewann er viermal in Folge die Schweizer Strassenradmeisterschaft. 1974 und 1975 war er Sieger der Berner Rundfahrt und 1975 der Leimentalrundfahrt, des Giro del Veneto sowie der Schellenberg-Rundfahrt. 1979 gewann er die Kaistenberg-Rundfahrt.